# Ancistrocarpus
Ancistrocarpus Oliv. es un género de plantas fanerógamas con cinco especies de la familia Malvaceae. Es originaria de África tropical. Fue descrito por Daniel Oliver (botánico)  y publicado en Journal of the Linnean Society, Botany  9: 173, en el año 1865. La especie tipo es Ancistrocarpus brevispinosus Oliv.  -

## Especies
- Ancistrocarpus bequaerti
- Ancistrocarpus brevispinosus
- Ancistrocarpus comperei
- Ancistrocarpus densispinosus
- Ancistrocarpus wellensi